# Караколь (Астраханський район)
Карако́ль (каз. Қаракөл) — село у складі Астраханського району Акмолинської області Казахстану. Входить до складу Острогорського сільського округу.
Населення — 170 осіб (2021; 231 у 2009, 240 у 1999, 413 у 1989).
Національний склад станом на 1989 рік:
- казахи — 58 %;
- німці — 25 %.

До 2006 року село називалося Вишневка.